# Chudobín
Chudobín (deutsch Chudwein) ist ein Ortsteil der Stadt Litovel in Tschechien. Er liegt vier Kilometer südwestlich von Litovel und gehört zum Okres Olomouc. Eine Besonderheit in dem Dorf mit reichlich 200 Einwohnern stellen seine drei Kirchen unterschiedlicher Konfessionen dar.

## Geographie
Chudobín befindet sich am nordöstlichen Fuße des Drahaner Berglandes am Rande der Obermährischen Senke (Hornomoravský úval). Südlich erhebt sich der Rampach (418 m), im Südwesten die Baterie (387 m), westlich die Parduska (379 m) und im Nordwesten der Třesín (345 m). Im Nordosten führt die Europastraße 442/Schnellstraße R 35 zwischen Olomouc und Mohelnice vorbei. Nördlich verläuft die stillgelegte Bahnstrecke Litovel – Mladeč, die Bahnstation Chudobín liegt außerhalb des Dorfes bei Sobáčov.
Nachbarorte sind Mladeč und Sobáčov im Norden, Víska im Nordosten, Nasobůrky im Osten, Rozvadovice und Haňovice im Südosten, Kluzov und Loučka im Süden, Nová Ves im Südwesten, Kovářov und Měrotín im Westen sowie Bílá Lhota und Měník im Nordwesten.

## Geschichte
Auf zwei Urkunden des Klosters Hradisko vom 1. September 1200 und von 1203, die sich als nachträgliche Fälschungen aus der Zeit um 1260 erwiesen haben, zeichnete ein Střemena von Chudobín als Zeuge. Im Jahre 1315 wurde der Ort als Chudowicz, ab 1348 als Chudobin, 1365 als Chudowyn und ab 1406 Chodobin bzw. Chudobín bezeichnet. Im 14. Jahrhundert entstand die Feste Chudobín als Rittersitz, außerdem bestand noch ein Hof. Bis in die erste Hälfte des 15. Jahrhunderts befand sich der Besitz in den Händen der örtlichen Herren von Chudobin. Die Besitzer des Gutes wechselten danach häufig, zumeist waren sie hohe geistliche oder weltliche Beamte. Seit dem 15. Jahrhundert wurde auch das bischöfliche Lehn Haňovice regelmäßig an die Besitzer von Chudobin ausgereicht.
Nach dem Ende der Hussitenkriege erwarb Benedikt von Belkow Chudobin und gebrauchte 1437 auch das Prädikat von Chudobin. Den Freihof erwarb nach dem Tode von Niklas Škoda von Chudobin Peter Roman von Witowic, der ihn 1447 an Wschebor von Drahanowitz veräußerte. Besitzer der Feste und des Hofes war zu dieser Zeit Wyschek von Střítež. Nach dessen Tode erwarb 1481 Johann Zoubek von Zdětín den Besitz und wurde in der Landtafel zugleich auch als Besitzer der Anteile des verstorbenen Johann Selicky Dobrawoda an den Dörfern Chudobin, Sawyn (Savín) und Kowařov (Kovářov) eingetragen. Sein Sohn Johann Jakob Zoubek von Zdětín verschrieb 1490 seiner Frau Anna von Bobolusk ein bedeutendes Wittum auf Chudobin und Sobatsch (Sobáčov). Erben seiner Güter wurden 1518 gemeinschaftlich die drei Söhne Bernhard, Johann und Georg. Ersterer schlug eine theologische Laufbahn ein, Johann erhielt das Lehn Haňovice und Georg machte Chudobin zu seinem Sitz. 1536 überschrieb Hynek von Zwole das Gut und die Pfarre Wylimow an die Brüder. Im Jahre 1586 erbte Johanns Sohn Wilhelm die Herrschaft Chudobin einschließlich der Dörfer Sobatsch und Neudorf. Dieser ließ den Besitz 1590 an Wenzel von Gaya-Galeny (Václav Hájovský z Háje) überschreiben; dabei wurde neben einer Mühle auch erstmals die Brauerei erwähnt. Wenzel von Gaya ließ daraufhin seiner Frau Katharina Buchlowska von Domamislitz 7125 Gulden Einkünfte überschreiben. Dem Olmützer Domkapitel kaufte er 1600 die Dörfer Olbramitz, Čakow (Cakov), Bílsko, Klein Laučka und Deschow (Ješov) ab und schlug sie seiner Herrschaft zu. Im Jahr darauf übereignete er die gesamte Herrschaft für 7625 Mährische Gulden seiner Frau Katharina Buchlowska. Die Brennerei ist seit 1600 nachweisbar. Katharina heiratete nach Wenzels Tod 1601 in zweiter Ehe Albrecht Bukuvka von Bukuvka und nahm diesen 1604 in Gütergemeinschaft auf. 1614 erbte deren Sohn Johann Bukuvka von Bukuvka die Herrschaft. Er veräußerte sie 1622 für 40.000 mährische Gulden an Adam Freiherr Beeß von Werchels und Rosenberg (Adam Bez z Vrchlesu a Olešné) und seine Frau Esther von Rottmannsdorf, die 1629 noch das südlich gelegene Gut Willimau erwarben und an die Herrschaft anschlossen. Nachfolgende Besitzerinnen waren ab 1636 ihre Töchter Katharina von Dönhoff und Anna Susanna Gräfin von Oppersdorff, die die Herrschaft am St.-Wenzels-Tag 1652 zusammen mit einem Haus in Olmütz für 31.615 mährische Gulden an den Olmützer Kreishauptmann Johann Balthasar Vetter von der Lilie verkauften. Er veräußerte am 13. März 1659 die Herrschaft Chudobin samt Willimau sowie die Dörfer Klusow und Birkersdorf für 36.000 Gulden an Anna Polexina Kobylska von Kobyli, verheiratete Skrbenská von Hřiště. Anna Polexina verkaufte die Herrschaft am 16. Jänner 1662 für 41.100 Gulden an den Olmützer Domherren Laurenz Johann Ritter Rudawsky. Am 30. November 1662 übereignete dieser allen Besitz testamentarisch seinem Neffen Laurenz Johann Wolczinsky von Wolczin. Nach dessen kinderlosem Tode fiel das Erbe 1671 seinem Neffen Andreas Leopold Wolczinsky zu. Dieser verstarb ebenfalls ohne männliche Nachkommen, das Erbe fiel zunächst an seine Neffen Johann und Paul Leopold Wolczinsky. Es folgte ein langwieriger Erbstreit innerhalb der Familie Wolczinsky, wobei Lorenz Karl Wolczinsky den größten Anteil der Herrschaft erringen konnte. Am 15. März 1681 übernahm Johann auch den Anteil seines Bruders und verkaufte beide Teile am 30. August desselben Jahres für 6000 Rheinische Gulden an Sidonia Katharina von Scherfenberg. Nach dem Tode von Lorenz Karl Wolczinsky wurde die gesamte Herrschaft am 10. April 1685 landrechtlich gegen 49.600 Rheinische Gulden Anna Katharina Leopoldina Viktoria von Witten verkauft. Sie veräußerte den Besitz am 12. März 1691 für 65.000 Rheinische Gulden ihrem Sohn Rudolf Christoph Przemysl. Er beendete 1710 durch Zahlung einer Ablöse von 68.600 Gulden den Streit mit der Familie Wolczinsky um die Herrschaft. Am 24. Juli 1717 erwarb Rudolf Christoph Przemysl Freiherr von Witten das Gut Laucžian einschließlich des Meierhofes Klein Latein für 29.400 Rheinische Gulden von der Kartause „Domus Vallis Josephus“ in Olmütz und schloss es an Chudobín an. Da Witten keine eigenen Söhne hatte, erbte 1733 sein Stiefsohn Franz Reinholdt Freiherr von Andlern den Besitz unter der Bedingung der Weiterführung des Namens Witten. 1742 und 1758 wurde die Herrschaft von preußischen Truppen verwüstet. Nach der am 27. Juni 1746 auf Veranlassung von Franz Reinholdt Graf von Andlern-Witten erfolgten Einrichtung der zum Dekanat Cholina gehörigen Lokalie Chudwein und der Gründung einer Schule wurde Chudwein auch zum Pfarr- und Schulort für die umliegenden Dörfer Neudorf (Nová Ves), Sobatsch (Sobáčov), Aschmeritz (Nasobůrky) und Mühldörfel (Víska). Weitere Namensformen waren Cudewein, Qudewein (1592), Chudobein, Chudebein (ab 1593), Kudewein (1596), Kuedwein (ab 1607), Chudowein (ab 1638), Kudwein, Guttwein (ab 1652), Kudobin (1654) und Chudobinium, Chudwein (ab 1771). Die Matriken wurden ab 1631 in Cholina und seit 1783 in Chudwein geführt.
Nach dem Tode von Franz Reinholdt von Andlern-Witten beerbte ihn 1766 sein ältester Sohn Rudolf, der 1778 kinderlos verstarb. Nachfolgender Besitzer wurde Rudolfs Bruder Philipp von Andlern-Witten. Er ließ 1786 den Hof Klein Latein parzellieren und die Siedlung Andlersdorf anlegen. Zwei Jahre später verpachtete er Chudwein mit Lautschan für jährlich 7000 Gulden an Joachim von Stettenhofen. Nach Philipps Tod fiel der Besitz 1801 seiner Nichte Anna von Gilleis zu, die eine geborene von Spindler war. Diese veräußerte die Güter im Jahr darauf für 306.000 Gulden an den Schönberger Kaufmann Franz Xaver Tersch. 1819 erbte dessen ältester Sohn Anton Ritter von Tersch Chudwein mit Lautschan, der jüngere Sohn Franz erhielt 1823 Johrnsdorf.
Im Jahre 1834 hatte die aus den zehn Dörfern Chudwein, Bílsko, Czakow (Cakov), Jeschow (Ješov), Kowarschow (Kovářov), Lautschka, Neudorf (Nová Ves), Obranitz, Sobatsch (Sobáčov), Willimau bestehende Allodialherrschaft Chudwein 2865 Einwohner; hinzu kam noch ein aus einer Mühle, einem Wirtshaus, einer Gärtnerstelle und einem Dominikalhaus bestehender Anteil an Klusow. Zum angeschlossenen, jedoch räumlich abgetrennten Gut Lautschan waren die Dörfer Lautschan und Andlersdorf mit insgesamt 765 Einwohnern sowie 28 Häuser von Klein Latein untertänig. Das Amtsdorf Chudwein bestand aus 43 Häusern, in denen 327 Personen lebten. In Chudwein bewirtschaftete die Herrschaft eine Brauerei, eine Brennerei und einen Meierhof, der zweite war der Ješovský Dvůr bei Jeschow. Bis zur Mitte des 19. Jahrhunderts besaßen die Ritter von Tersch die Herrschaft Chudwein.
Nach der Aufhebung der Patrimonialherrschaften bildete Chudobín/Chudwein ab 1850 eine Gemeinde in der Bezirkshauptmannschaft Littau. Auf Initiative des seit Beginn des 20. Jahrhunderts in der Gemeinde wirkenden katholischen Pfarrers Josef Žídek wurden in den 1920er und 1930er Jahren in Chudobín zwei weitere Kirchen errichtet; 1923 entstand die Orthodoxe Kirche und 1934 die Hussitische Kirche. Nach der Auflösung des Okres Litovel kam der Ort mit Beginn des Jahres 1961 zum Okres Olomouc und wurde zugleich nach Haňovice eingemeindet. 1980 wurde Chudobín zusammen mit Haňovice nach Litovel eingemeindet. 1991 wurden in Chudobín 227 Einwohner gezählt. Beim Zensus von 2001 lebten in den 77 Häusern des Dorfes 218 Personen.

## Sehenswürdigkeiten
- Altes Schloss Chudobín, der zweiflügelige Renaissancebau entstand zum Ende des 16. Jahrhunderts aus der alten Feste für die Familie Hájovský von Háj. Unter den Wolczinsky von Wolczinsky und den Herren von Witten erfolgten am Übergang vom 17. zum 18. Jahrhundert barocke Umgestaltungen. Nach dem Bau des Neuen Schlosses diente es als Wirtschafts- und Wohngebäude.
- Neues Schloss Chudobín, das im Spätempirestil errichtete vierflügelige Bauwerk mit zwei Stockwerken und Turm wurde 1847 neben dem Alten Schloss für die Familie Tersch errichtet. Es gehörte bis 1945 das Familie Tersch und dient heute als Hotel.
- Schlosspark, der englische Landschaftspark mit exotischen Baumarten umgibt beide Schlösser
- Anlage der Schlosskeller, sie ist heute öffentlich zugänglich
- Katholische Kirche des hl. Franz Seraphin, der Barockbau entstand in den Jahren 1715 bis 1716 aus der gotischen Schloßkapelle. Unter der Kirche befindet sich eine Gruft mit den sterblichen Überresten von Lorenz Karl Leopold Wolczinsky von Wolczinsky († 1682). Am 27. Juni 1746 ließ die Herrschaft Chudobín eine Lokalie des Dekanates Cholina errichten. 1817 erfolgte ein Umbau der Kirche.
- Orthodoxe Kirche der hll. Kyrill und Method, erbaut 1923
- Hussitische Kirche, errichtet 1934
- Parduska, der Berg ist ein Aussichtspunkt über die Hannaebene bis zum Altvatergebirge